# Krzyż grecki

Krzyż grecki

Krzyż grecki, krzyż klasyczny (łac. crux immissa quadrata) – równoramienna forma krzyża. Od wieków, w różnych wariacjach, w symbolice różnych religii, związanej z czterema stronami świata (por. róża wiatrów).
Obecnie występuje m.in. jako symbol:
- Grecji (Herb Grecji, Flaga Grecji),
- Serbii (Krzyż serbski),
- Szwajcarii (Herb Szwajcarii, Flaga Szwajcarii),
- w matematyce służy za znak dodawania,
- Międzynarodowego Ruchu Czerwonego Krzyża i Czerwonego Półksiężyca,
- Kolbuszowej (Herb Kolbuszowej).

## Symbolika
Bywa również wpisywany w okrąg, jako krzyż kolisty zwany też krzyżem słonecznym (jeden z najstarszych symboli solarnych Indoeuropejczyków, symbol światła i słońca u ludów azjatyckich, symbol cyklu rocznego i związku Nieba z Ziemią). Związany z symboliką koła, symbolizował siłę, cztery strony świata, i dwie przenikające się formy bądź cztery równosilne wartości.
W chrześcijaństwie mający symbolizować uniwersalizm tegoż chrześcijaństwa: cztery ramiona to cztery strony świata. Linia pionowa obrazująca działanie łaski, przenikające działanie człowieka wyrażone linią poziomą.
Czasami jest używany do oznaczania granic wykupionej ziemi. Znajduje się wtedy na drążku granicznym.

## W architekturze
Układ krzyża greckiego stanowił często zasadę kompozycyjną planów budynków sakralnych o układzie centralnym, zwłaszcza w architekturze bizantyjskiej, romańskiej, a później w renesansie.